# سكوت سكايلز
سكوت سكايلز (بالإنجليزية: Scott Skiles)‏ (ولد في 5 مارس، 1964، في إنديانا، الولايات المتحدة الأمريكية) كان لاعب كرة سلة محترف وهو مدرب نادي شيكاغو بولز الأمريكي منذ عام 2004 حتى الآن. حصل على جائزة أفضل لاعب متحسن في دوري كرة السلة الأمريكي مع فريقه أورلاندو ماجيك. قام بتدريب نادٍ آخر قبل شيكاغو بولز وهو فينكس صنز بين عامي 1999 و2002.

## روابط خارجية
- سكوت سكايلز على موقع إن بي أي (الإنجليزية)
- سكوت سكايلز على موقع سبورتس رفرنس (الإنجليزية)
- سكوت سكايلز على موقع كلية كرة السلة في سبورتس رفرنس.كوم (الإنجليزية)
- سكوت سكايلز على موقع ريلجم (الإنجليزية)
- سكوت سكايلز على موقع بروبوليرز (الإنجليزية)
- سكوت سكايلز على موقع سبورتس رفرنس (الإنجليزية)